# Paroaria capitata
La cardenilla piquigualda (Paroaria capitata), también denominada cardenal de pico amarillo, cardenal sin copete (en Uruguay) o simplemente cardenilla (en Argentina, Paraguay y Uruguay), es una especie de ave paseriforme de la familia Thraupidae, perteneciente al  género Paroaria. Es nativa del centro norte del Cono sur hasta el centro de América del Sur.

## Distribución y hábitat
Se distribuye desde el centro oeste de Brasil (centro de Mato Grosso) y este de Bolivia, principalmente en la cuenca del río Paraguay y en una faja a lo largo del río Paraná en Brasil desde São Paulo hacia el sur; por Paraguay, extremo suroeste de Brasil, oeste de Uruguay y norte y centro de Argentina hasta el norte de Buenos Aires; además fue introducido en la isla de Hawái.
Esta especie es considerada localmente común en su hábitat natural: los pantanos y bañados, y a lo largo de las orillas de lagos y ríos, hasta los 500 m de altitud. Es especialmente abundante en la región del Pantanal.

## Descripción

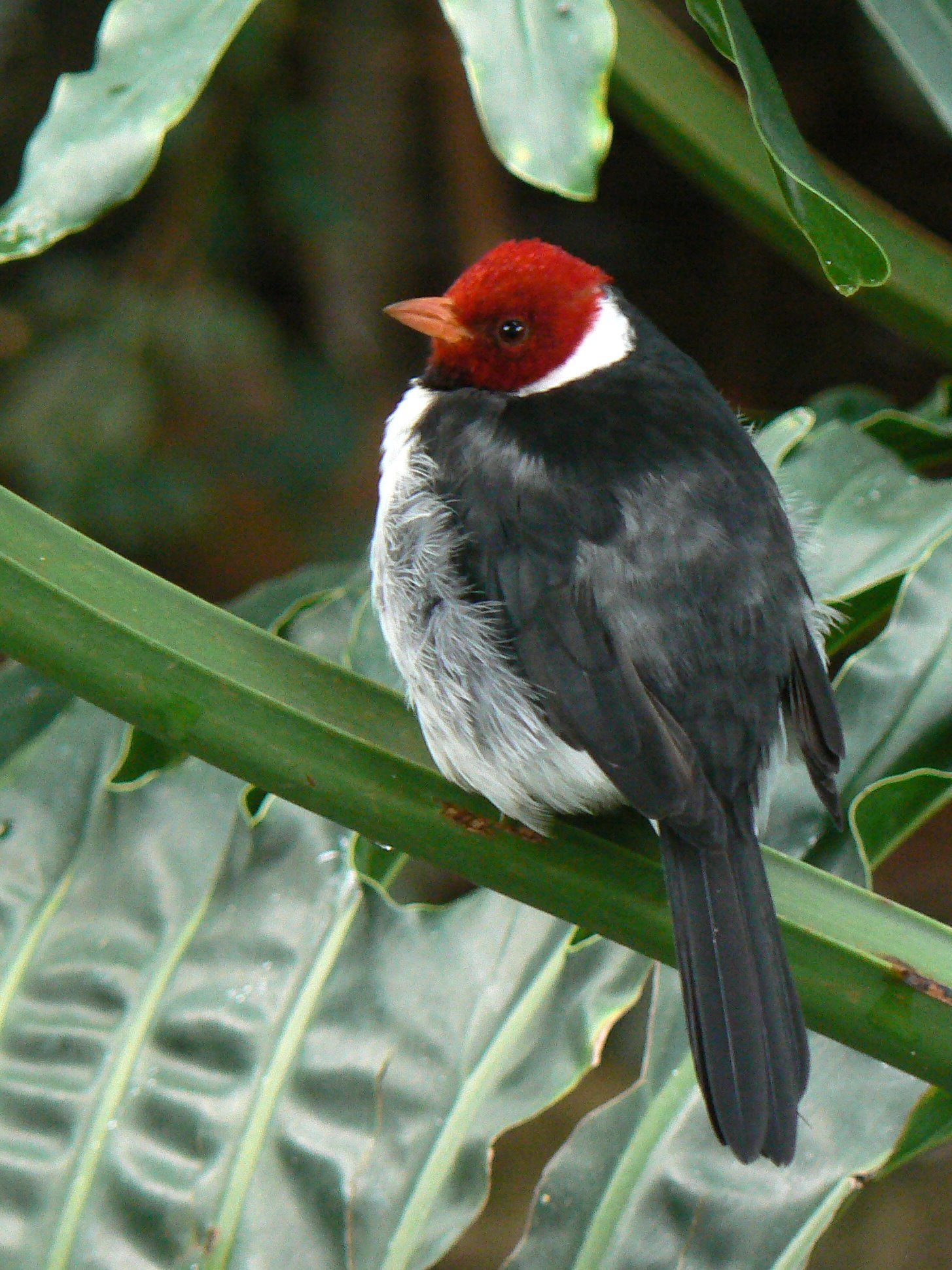
Vista dorsal de un ejemplar adulto.

Mide cerca de 16,5 cm de longitud. El pico es de color amarillo rosado brillante. La cabeza es enteramente roja brillante con la garganta como un babero negro. Por arriba es negro con un anillo nucal parcial blanco. Por abajo es blanco.

## Comportamiento
No es un ave que se pueda ver en grandes bandadas, sino más bien solo o en pareja. Generalmente se une para construir su nido, en pequeños grupos que no pasan de 6 a 7 cardenales, con quienes en zonas arbustivas húmedas, realizan los nidos con hierba seca y cortezas en tiras, revistiendo el interior con todo tipo de materiales suaves y finos. Allí la hembra deposita hasta tres huevos, que son blancos y verdosos con pintas lilas y pardas.
Su dieta es principalmente semillivora, aunque en época reproductiva suele alimentarse también de pequeños insectos.

## Sistemática

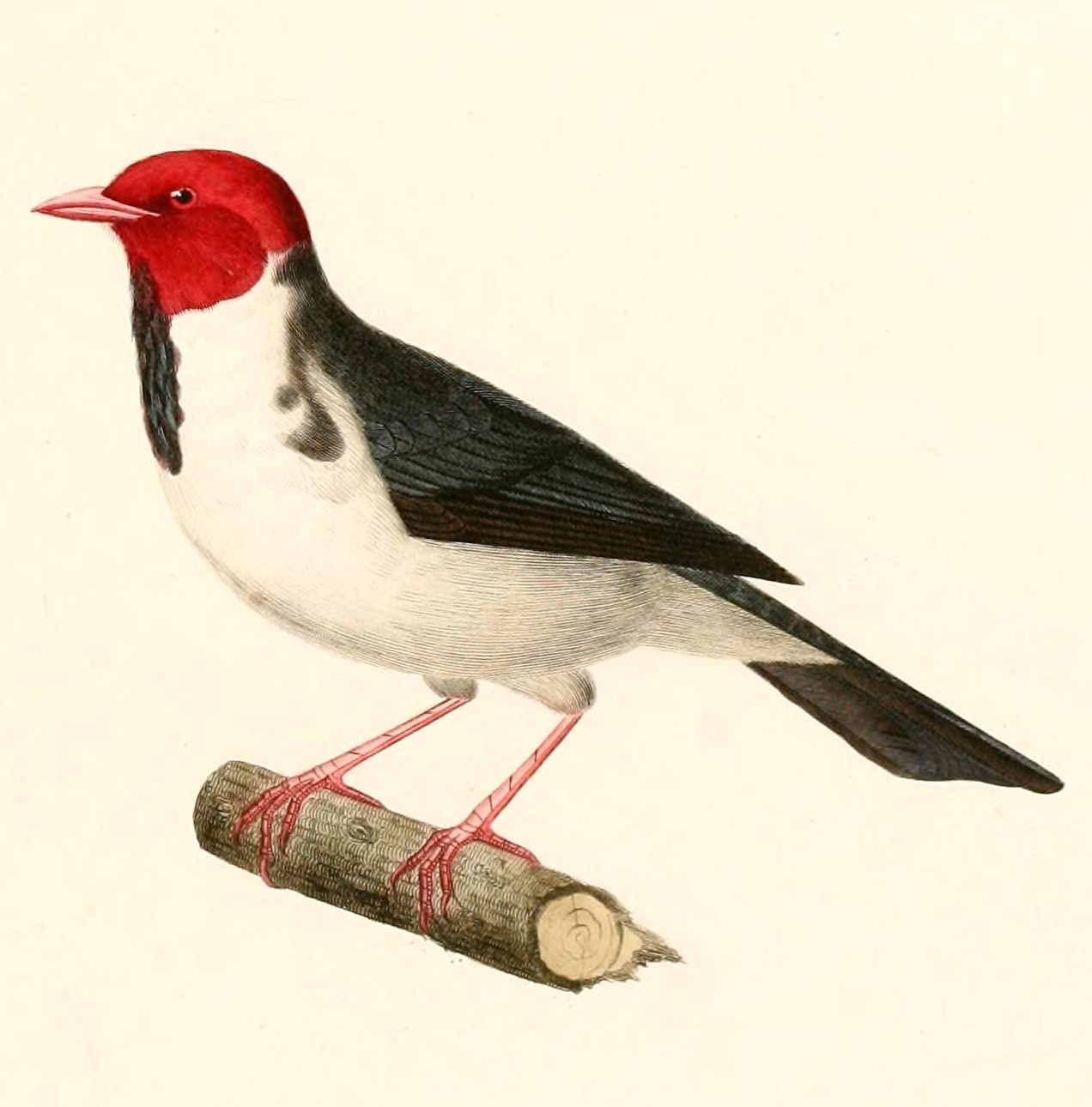
Tachyphonus capitatus = Paroaria capitata, ilustración en d'Orbigny Voyage dans l'Amérique méridionale, 1847.

### Descripción original
La especie P. capitata fue descrita por primera vez por los ornitólogos franceses Alcide d'Orbigny y Frédéric de Lafresnaye en 1837 bajo el nombre científico Tachyphonus capitatus; no fue dada localidad tipo, se presume: «Corrientes, Argentina».

### Etimología
El nombre genérico femenino «Paroaria» deriva del nombre tupí «Tiéguacú paroára», usado para designar un pequeño pájaro de color amarillo, rojo y gris; baseado en «Paroare» de Buffon (1770–1783); y el nombre de la especie «capitata», del latín «capitatus»: de cabeza, relativo a la cabeza.

### Subespecies
Según las clasificaciones del Congreso Ornitológico Internacional (IOC) y Clements Checklist/eBird v.2019 se reconocen dos subespecies, con su correspondiente distribución geográfica:
- Paroaria capitata capitata (d'Orbigny & Lafresnaye, 1837) – oeste de Brasil (Mato Grosso) hasta Paraguay y centro de Argentina.
- Paroaria capitata fuscipes Bond & Meyer de Schauensee, 1939 – sureste de Bolivia (región de Fortín Campero en Tarija).